# Колоньйола-ай-Коллі
Колоньйола-ай-Коллі (італ. Colognola ai Colli, вен. Cołognoła ai Cołi) — муніципалітет в Італії, у регіоні Венето, провінція Верона.
Колоньйола-ай-Коллі розташована на відстані близько 410 км на північ від Рима, 90 км на захід від Венеції, 17 км на схід від Верони.
Населення — 8582 особи (2014).

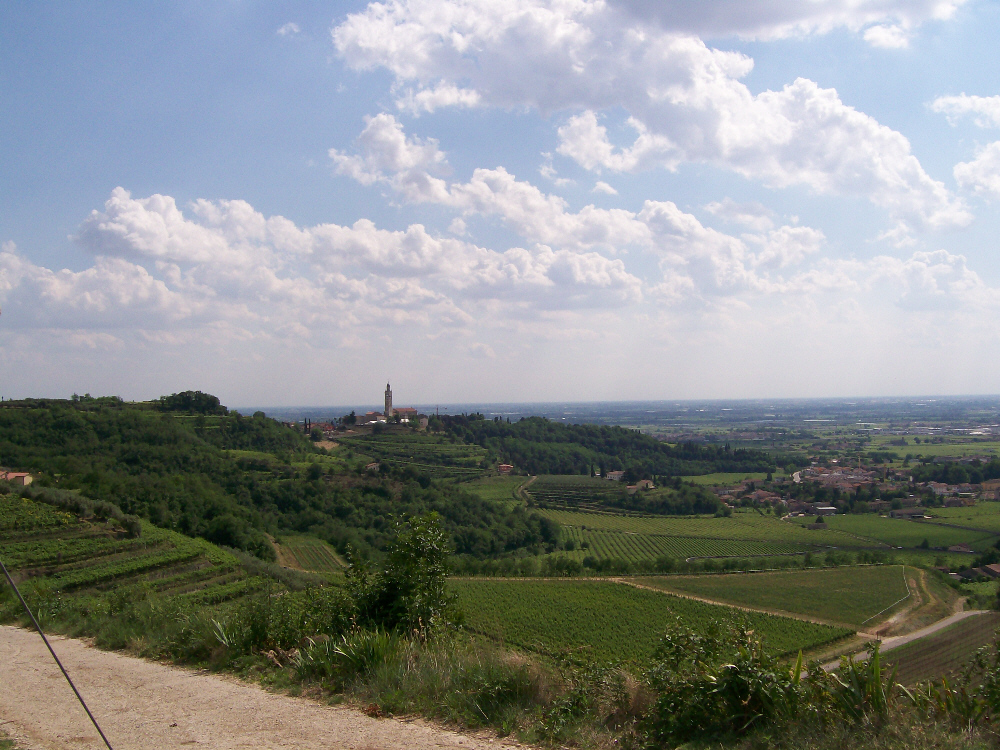

Щорічний фестиваль відбувається 3 лютого. Покровитель — святий Власій.

## Демографія
Населення за роками:

Станом на 1 січня 2023 року в муніципалітеті офіційно проживали 1064 іноземці з 47 країн, серед них 419 громадян країн Євросоюзу та 4 громадяни України.

## Сусідні муніципалітети
- Бельфьоре
- Кальдієро
- Каццано-ді-Трамінья
- Іллазі
- Лаваньо
- Соаве